# Billy Bauer
Pour les articles homonymes, voir Bauer.
Billy Bauer (William Henry Bauer) est un guitariste de jazz américain né le 14 novembre 1915 à New York et mort le 16 juin 2005 à Albertson (New York).

## Discographie
- Blowin' Up A Storm, Igor (avec Herman, 1946)
- Subconscious Lee (avec Lennie Tristano, 1949)
- Rebecca (avec Lee Konitz, 1950)
- Conception (de Lee Konitz, 1951)
- Lee Konitz with Warne Marsh (avec Lee Konitz et Warne Marsh, 1955)
- Topsy (avec Lee Konitz, 1956)
- Inside Hi-Fi (avec Lee Konitz, 1956)
- The Real Lee Konitz (avec Lee Konitz, 1957)
- No Figs (avec Lee Konitz, 1950)
- Love For Sale (avec Charlie Parker, 1954)
- Blues For Trombones (1954)
- It's A Blue World (1956)
- Notices d'autorité :   - VIAF
  - ISNI
  - BnF (données)
  - IdRef
  - LCCN
  - GND
  - Italie
  - Espagne
  - Israël
  - WorldCat